# Petzeck
Petzeck – szczyt w grupie Schobergruppe, w Wysokich Taurach w Alpach Wschodnich. Leży w Austrii, w Karyntii.
Jest to najwyższy szczyt Schobergruppe. Ze szczytu widać między innymi: Schobergruppe, Glocknergruppe, Granatspitze i Goldberggruppe. 
Północna ściana opada 1000 m do doliny Graden Tal. Południowa strona jest łagodniejsza, znajduje się tam schronisko Wangenitzsee (2508 m). Tam też znajdują się najwyżej położone w całej grupie jeziora: Kreuzsee (2483 m) i Wangenitzsee (2465 m). Na południowy zachód od szczytu leży lodowiec Gradenkees, a od wschodu Prititschkees. Klasyczna droga wejściowa prowadzi z doliny Wangenitz Tal. Inna możliwość to droga z doliny Debant Tal do schroniska Wangenitzsee i dalej na szczyt.